# 岡部政之
岡部 政之（おかべ まさゆき、1947年 - 2017年1月7日）は、日本のパズル作家。専門は産業機械工学、数理科学。工学博士（東京大学）。

## 経歴・人物
静岡県浜松市出身。1965年、静岡県立静岡高等学校卒業。東京大学大学院博士課程終了。三井金属鉱業入社。ミカンやメロンなどの 糖度を測る糖度センサーの開発プロジェクトリーダーを務めた。同社退職後、外資系非鉄金属会社の品質保証部長などを歴任。
病気をしたときに、知人に勧められ始めたナンバープレイス（通称ナンプレ）を解くうちに、自分でも作らないとつまらなくなり、1年間かけて3,600兆の問題を作成できるデータベースを構築。出版社から難問集の執筆依頼を受け、2014年1月、作家デビューした。難問の中でも「超絶難しい」最上級クラスの『超絶難問ナンプレ150』シリーズを次々と上梓し話題となった。

## 著書

### 共著
- 『岩波講座 応用数学 3』 甘利俊一 ; 伊理正夫 ; 江沢洋 ; 小松彦三郎 ; 藤田宏 ; 森正武 編 岩波書店 1993.6
- 『岩波講座 応用数学 方法6』 田中博, 岡部 政之, 鈴木貴 著 岩波書店 1993.6
- 『有限要素システム入門』 菊地文雄, 岡部 政之 著 日科技連出版社 1986.3

### 単著
- 『超絶難問ナンプレ150 凛(りん)』 永岡書店 2015/1/21
- 『超絶難問ナンプレ150 暁(ぎょう)』 永岡書店 2015/1/21
- 『超絶難問ナンプレ150 撃(げき)』 永岡書店 2014/9/15
- 『超絶難問ナンプレ150 翔(しょう)』 永岡書店 2014/9/15
- 『超絶難問ナンプレ150 鳳(おおとり)』 永岡書店 2014/5/20
- 『超絶難問ナンプレ150 龍(りゅう)』 永岡書店 2014/5/20
- 『超絶難問ナンプレ150 烈(れつ)』 永岡書店 2014/1/22
- 『超絶難問ナンプレ150 破(は)』 永岡書店 2014/1/22